# Notholaena rigida
Notholaena rigida là một loài thực vật có mạch trong họ Adiantaceae. Loài này được Davenp. miêu tả khoa học đầu tiên năm 1891.